# Hans Strøm

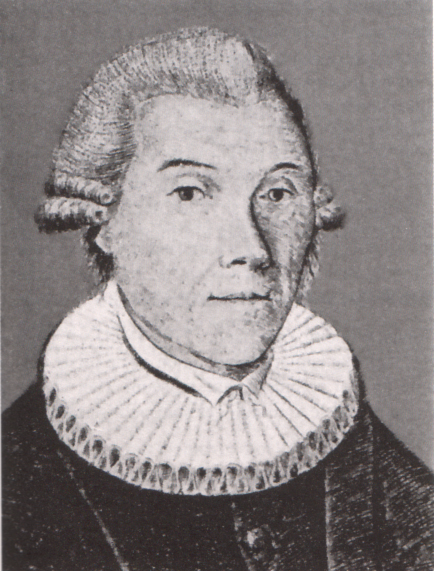
Hans Strøm

Reverendo Hans Strøm  (Borgund, 25 de janeiro de 1726 – Eiker, 1 de fevereiro de 1797) foi um clérigo e naturalista norueguês, e em sua época um notável zoologo.